# Palau na Letnich Igrzyskach Olimpijskich 2000
Reprezentacja Palau podczas Letnich Igrzysk Olimpijskich 2000 w Sydney liczyła cztery osoby – dwóch mężczyzn i dwie kobiety.

## Występy reprezentacji Palau

### lekkoatletyka
Mężczyźni 100m
- Christopher Adolf

1.Runda 1 - 11.01 (nie awansował dalej)
Kobiety 100m
- Peoria Koshiba

1.Runda 1 - 12.66 (nie awansowała dalej)

### Pływanie
Mężczyźni 50m w stylu dowolnym
- Anlloyd Samuel

1.Eliminacje - 27.24 (nie awansował dalej)
Kobiety 100m w stylu dowolnym
- Nicole Hayes

1.Eliminacje - 01:00.89 (nie awansowała dalej)